# ماتوینکو ۶۶۲۲
سیارک ۶۶۲۲ (به انگلیسی: 6622 Matvienko، نامگذاری:1978RG1) شش هزار و ششصد و بیست و دومین سیارک کشف شده‌است که در ۵ سپتامبر ۱۹۷۸ کشف شد.
قدر مطلق سیارک برابر ۱۳٫۲۰ است.